# 阿部正教
阿部正教（日语：／ Abe Masanori，1840年1月21日—1861年7月4日），日本江户时代末期大名。备后福山藩阿部家8代藩主。阿部家宗家12代。
第6代藩主阿部正宁长男。其母为大河内氏。正室为沟口直溥之女。后为7代藩主阿部正弘养子。官位从五位下、伊予守。

## 略历
天保10年（1839年），作为6代藩主阿部正宁长男出生于江户。其父正宁在正教出生前将藩主之位让与其弟（正教之叔父）正弘，正教于安政4年（1857年）成为正弘养子。同年正弘去世，于19岁继承家督。但是其后4年、文久元年（1861年）23岁早逝。无子嗣，其后由其弟阿部正方继承。藩主在任中日本国内发生了签订日美修好通商条约、安政大狱、樱田门外之变、缔结神奈川条约等动荡事件，但是与正教并无关联，所属备后福山藩也并无大事件发生。